# Llista de jutges del Tribunal Europeu de Drets Humans
El Tribunal Europeu de Drets Humans és un tribunal internacional establert per la Convenció Europea de Drets Humans. És un òrgan del Consell d'Europa i els Jutges són escollits al Tribunal per l'assemblea Parlamentària del Consell, per representar cadascun dels Estats membres. Els Jutges del Tribunal a gener 2018 són, per ordre de precedència:
| Nom                        | Estat                | Càrrec              | Data elecció | Data finalització |
| -------------------------- | -------------------- | ------------------- | ------------ | ----------------- |
| Guido Raimondi             | Itàlia               | President           | 2010         | 2019              |
| Angelika Nussberger        | Alemanya             | Vicepresident       | 2011         | 2019              |
| Linos-Alexandre Sicilianos | Grècia               | Vicepresident       | 2011         | 2020              |
| Ganna Yudkivska            | Ucraïna              | President de secció | 2010         | 2019              |
| Helena Jäderblom           | Suècia               | President de secció | 2012         | 2021              |
| Robert R. Spano            | Islàndia             | President de secció | 2013         | 2022              |
| María Elósegui Itxaso      | Espanya              | Jutge               | 2018         |                   |
| Ledi Bianku                | Albània              | Jutge               | 2008         | 2017              |
| Lado Chanturia             | Geòrgia              | Jutge               | 2018         |                   |
| Ayşe Işıl Karakaş          | Turquia              | Jutge               | 2008         | 2017              |
| Nebojša Vučinić            | Montenegro           | Jutge               | 2008         | 2017              |
| Kristina Pardalos          | San Marino           | Jutge               | 2009         | 2018              |
| Vincent A. De Gaetano      | Malta                | Jutge               | 2010         | 2019              |
| Julia Laffranque           | Estònia              | Jutge               | 2011         | 2020              |
| Paulo Pinto de Albuquerque | Portugal             | Jutge               | 2011         | 2020              |
| Erik Møse                  | Noruega              | Jutge               | 2011         | 2020              |
| Helen Keller               | Suïssa               | Jutge               | 2011         | 2020              |
| André Potocki              | França               | Jutge               | 2011         | 2020              |
| Paul Lemmens               | Bèlgica              | Jutge               | 2012         | 2021              |
| Aleš Pejchal               | República Txeca      | Jutge               | 2012         | 2021              |
| Krzysztof Wojtyczek        | Polònia              | Jutge               | 2012         | 2021              |
| Valeriu Griţco             | Moldàvia             | Jutge               | 2012         | 2020              |
| Faris Vehabović            | Bòsnia i Hercegovina | Jutge               | 2012         | 2020              |
| Ksenija Turković           | Croàcia              | Jutge               | 2012         | 2021              |
| Dmitry Dedov               | Rússia               | Jutge               | 2013         | 2022              |
| Egidijus Kūris             | Lituània             | Jutge               | 2013         | 2022              |
| Iulia Motoc                | Romania              | Jutge               | 2013         | 2022              |
| Jon Fridrik Kjølbro        | Dinamarca            | Jutge               | 2014         | 2023              |
| Branko Lubarda             | Sèrbia               | Jutge               | 2015         | 2024              |
| Yonko Grozev               | Bulgària             | Jutge               | 2015         | 2024              |
| Síofra O’Leary             | Irlanda              | Jutge               | 2015         | 2024              |
| Carlo Ranzoni              | Liechtenstein        | Jutge               | 2015         | 2024              |
| Mārtiņš Mits               | Letònia              | Jutge               | 2015         | 2024              |
| Armen Harutyunyan          | Armènia              | Jutge               | 2015         | 2024              |
| Stéphanie Mourou-Vikström  | Mònaco               | Jutge               | 2015         | 2024              |
| Georges Ravarani           | Luxemburg            | Jutge               | 2015         | 2024              |
| Gabriele Kucsko-Stadlmayer | Àustria              | Jutge               | 2015         | 2024              |
| Pere Pastor Vilanova       | Andorra              | Jutge               | 2015         | 2024              |
| Alena Poláčková            | Eslovàquia           | Jutge               | 2015         | 2024              |
| Pauliine Koskelo           | Finlàndia            | Jutge               | 2016         | 2025              |
| Georgios Serghides         | Xipre                | Jutge               | 2016         | 2025              |
| Marko Bošnjak              | Eslovènia            | Jutge               | 2016         | 2025              |
| Tim Eicke                  | Regne Unit           | Jutge               | 2016         | 2025              |
| Lətif Hüseynov             | Azerbaidjan          | Jutge               | 2017         | 2026              |
| Jovan Ilievski             | Macedònia del Nord   | Jutge               | 2017         | 2026              |
| Jolien Schukking           | Països Baixos        | Jutge               | 2017         | 2026              |
| Péter Paczolay             | Hongria              | Jutge               | 2017         | 2026              |
| Roderick Liddell           | Regne Unit           | Registre            |              |                   |
| Françoise Elens-Passos     | Bèlgica              | Registre            |              |                   |